# Danilo Alvim
Danilo Alvim Faria (Rio de Janeiro, 1920. december 3. – Rio de Janeiro, 1996. május 16.) világbajnoki ezüstérmes brazil labdarúgó-fedezet, edző.

## Pályafutása

### Klubcsapatokban
1939–1942 között az América, 1943-ban a Canto do Rio, 1944–45-ben ismét az America, 1946–1954 között a Vasco de Gama, 1955–56-ban a Botafogo labdarúgója volt.

### A válogatottban
1946 és 1953 között 25 alkalommal szerepelt a brazil válogatottban. Tagja volt az 1950-es világbajnokságon ezüstérmes csapatnak.

### Edzőként
1956–57-ben az Uberaba, 1963-ban a Botafogo vezetőedzője volt. 1963 és 1965 között a bolíviai válogatott szövetségi kapitányaként dolgozott. 1968 és 1970 között a Remo, 1978-ban a Náutico, 1981-ben a Galícia szakmai munkáját irányította.